# Novohurivka, Krînîcikî
Novohurivka (în ucraineană Новогурівка) este un sat în comuna Katerînopil din raionul Krînîcikî, regiunea Dnipropetrovsk, Ucraina.

## Demografie
Componența lingvistică a localității Novohurivka
     Ucraineană (97,96%)
     Rusă (2,04%)
Conform recensământului din 2001, majoritatea populației localității Novohurivka era vorbitoare de ucraineană (97,96%), existând în minoritate și vorbitori de rusă (2,04%).